# Observatorio de la Tierra de la NASA

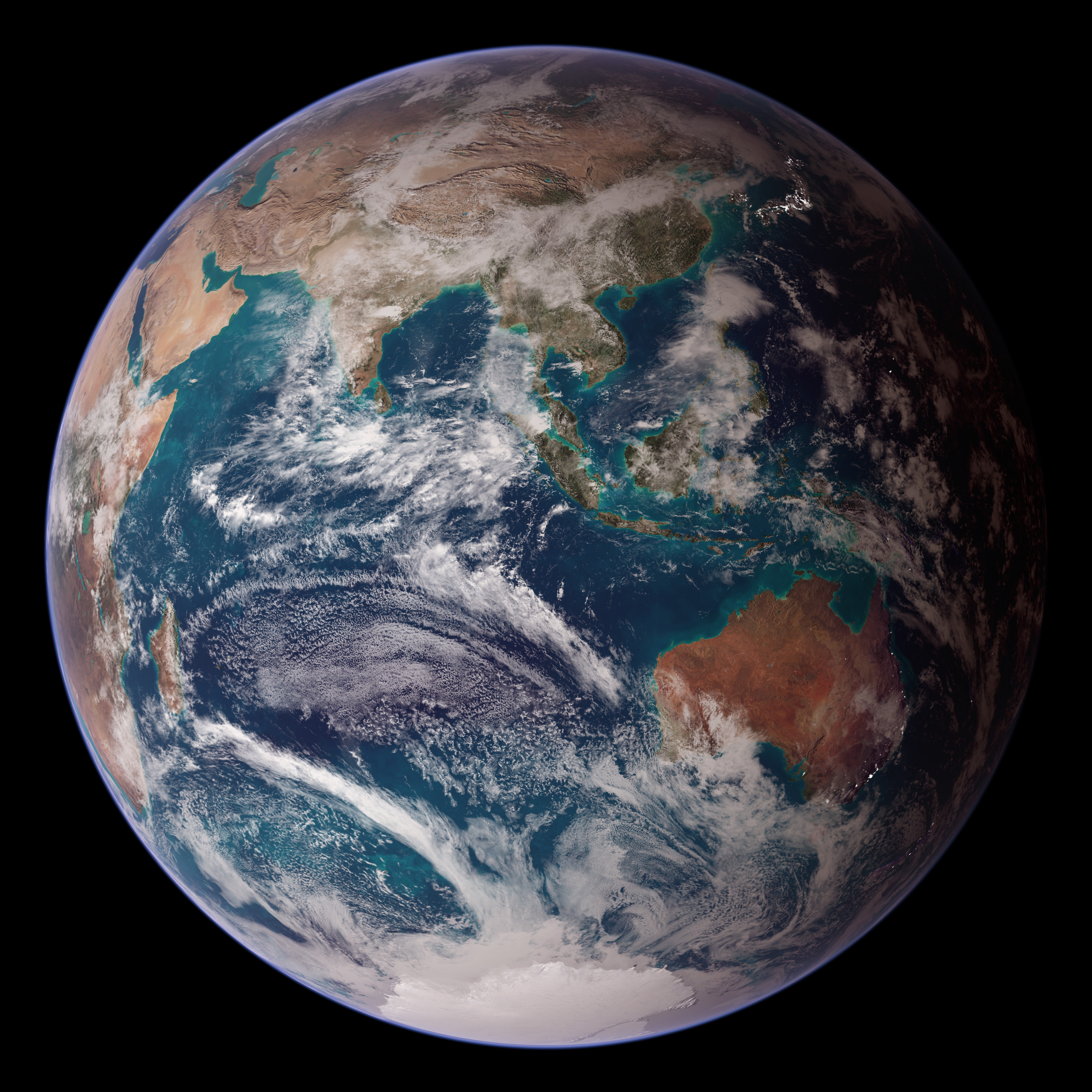
La foto de la tierra tomada por el Observatorio de la Tierra de la NASA.

El Observatorio de la Tierra de la NASA es una organización dedicada a realizar publicaciones de la NASA, la agencia espacial de los Estados Unidos. Es la fuente principal de imágenes satelitales libres y de otras informaciones científicas sobre la Tierra para ser utilizadas por el público en general. Su principal enfoque es el clima y el ambiente. Está financiado por los contribuyentes de los Estados Unidos por autorización del congreso de ese país.